# الغواصة الألمانية يو-490
غواصة يو-490 غواصة يو بوت ألمانية صممت لإعادة تزويد غواصات يو الأخرى بالإمدادات والذخيرة (تلقب هذه الفئة Milchkuh أو حليب البقر) من الفئة الرابعة عشر بنيت لسلاح بحرية ألمانيا النازية كريغسمارينه، في أحواض دويتشه فيرك في كيل خلال الحرب العالمية الثانية. وضعت عارضة في 21 فبراير 1942 في فناء رقم 559. أطلقت في 24 ديسمبر 1942 ودخلت الخدمة في 27 مارس 1943. أبحرت يو-490 في 6 مايو 1944 مع شحنة من الإمدادات وقطع الغيار والإلكترونيات؛ غرقت من قبل طائرات من على متن USS Croatan يوم 12 يونيو 1944.